# HIROPRO
株式会社HIROPROは日本のソフトウェア開発企業である。
代表取締役は成広通義。

## 概要
- 2012年5月 成広通義はエンターテイメントIT開発を目的として設立した。
- 2016年6月 ゲームアプリ「ベトナミーズロード[2]」リリースする。
- 2017年10月 株式会社ランティスと岡山県の地域活性化として大都会岡山アニソンLIVEを開催[3][4]